# فیکال نینی
فیکال نینی (انگلیسی: Fayçal Nini؛ زادهٔ ۱۰ اوت ۱۹۸۶) بازیکن فوتبال اهل فرانسه است.
از باشگاه‌هایی که در آن بازی کرده‌است می‌توان به باشگاه فوتبال لیل و باشگاه فوتبال نئا سالامیس فاماگوستا اشاره کرد.